# قيادة القوات الخاصة (ألمانيا)
قيادة القوات الخاصة (بالألمانية: Kommando Spezialkräfte، وتختصر KSK) هي وحدة عسكرية في القوات المسلحة لألمانيا الاتحادية بمستوى لواء. تختص بمهام العمليات الخاصة وعمليات المغاوير والاستطلاع ومكافحة الإرهاب والإنقاذ والإخلاء وكذلك تقديم المشورة العسكرية. يقع مقرها في ثكنات في مدينة كالف في ولاية بادن-فوتيمبرج. وتتبع قيادة القوات الخاصة فرقة التدخل السريع.
عمليات قيادة القوات الخاصة قد تصنف ضمن المهام ذات السرية العسكرية. ويمكن أن يمر وقت طويل على انتهاء العمليات دون أن تعلن أي بيانات عن النجاح أو الفشل.
شارك عناصر قيادة القوات الخاصة في ملاحقة مجرمي الحرب في يوغوسلافيا السابقة، وفي عمليات حرب أفغانستان.
بعد تعدد حالات التطرف اليميني في صفوف قيادة القوات الخاصة، وتلقت وزيرة الدفاع رسالة من أحد جنود قيادة القوات الخاصة يحذر فيها من انتشار التطرف اليميني في القوات؛ أعلنت الوزيرة أنجريت كرامب كارينباور في يونيو 2020 قرار حل الفوج الثاني بقيادة القوات الخاصة. وأشارت الوزيرة إلى قرار عدم مشاركة القوات الخاصة في المهام الدولية والتدريبات حتى إتمام الإصلاحات.

## استشهادات
1. ↑  "إعادة هيكلة القوات الخاصة بالجيش الألماني للاشتباه بوجود تطرف يميني". دويتشه فيله. 30 يونيو 2020. مؤرشف من الأصل في 2020-06-30. اطلع عليه بتاريخ 2020-06-30.